# فرودگاه منطقه‌ای اکدیانا
فرودگاه منطقه‌ای اکدیانا (به انگلیسی: Acadiana Regional Airport) یک فرودگاه همگانی بهره‌برداری هوایی با کد یاتا ARA است که یک باند فرود بتن دارد و طول باند آن ۲۴۳۹ متر است. این فرودگاه در کشور ایالات متحده آمریکا قرار دارد و در ارتفاع ۷ متری از سطح دریا واقع شده‌است.